# Спортивная школа «Борец»
Спортивная школа «Борец» — Спортивная школа в Москве.

## История
Спортивная школа «Борец» была основана в марте 2000 года Игорем Куринным. Первоначально для школы было реконструировано старое здание в районе Ново-Переделкино. В 2002 году были открыты первые специализированные спортивные классы и к 2004 году тренеры школы работали уже в четырёх районах – Ново-Переделкино, Солнцево, Внуково и Кокошкино.
Спортивная школа «Борец» стала первой школой в России, официально открывшей в 2000 году отделение сумо.
К 2022 году в школе работали пять отделений: самбо, сумо, дзюдо, тхэквондо (WTF) и греко-римская борьба. Спортивную подготовку в ней проходили около 1350 спортсменов от начального до высшего уровня спортивного мастерства, а также в группах резерва и спортивно-оздоровительных группах. Школа вела обширную программу международного спортивного сотрудничества, проводила международные турниры, лагеря и тренерские семинары. В школе работала научная группа, занимавшаяся внедрением инновационных технологий в сфере спортивного обучения.
В 2021 году безымянный сквер рядом со школой был назван в её честь – Сквер Борец. Ранее, в 2019 году, в нём была обустроена аллея спортивной славы с именными звёздами тренеров и выпускников школы.
В 2024 году школа расширила свою деятельность, вышла за рамки исключительно спортивной подготовки и была реорганизована в Академию профессионального образования "Борец". В Академии работают кафедры единоборств, музыки, точных наук, гуманитарных наук и физической культуры. 

## Воспитанники
За годы существования в школе подготовлены 3 заслуженных мастера спорта, 7 мастеров спорта международного класса, более 40 мастеров спорта России.
Среди воспитанников школы множество чемпионов и призёров российских и международных спортивных соревнований: заслуженные мастера спорта Батыр Алтыев, Нелли Воробьёва, Марина Дворецкая, Екатерина Полухина; мастера спорта России международного класса Георгий Абдула-Заде, Константин Абдула-Заде, Елизавета Должикова, Максим Луганский, Нина Страхова, Виолетта Цыпленкова, Владимир Чайка.